# Andrzej Wit
Andrzej Franciszek Wit (ur. 1944) – polski biomechanik, dr hab. nauk o kulturze fizycznej, profesor Katedry Biologicznych Podstaw Rehabilitacji Wydziału Rehabilitacji Akademii Wychowania Fizycznego Józefa Piłsudskiego w Warszawie i Instytutu Sportu.

## Życiorys
Jest absolwentem Wyższej Szkoły Wychowania Fizycznego we Wrocławiu, a w 1973 ukończył doktoranckie studia na Akademii Wychowania Fizycznego w Warszawie. W 1974 uzyskał doktorat, w 1982 otrzymał stopień doktora habilitowanego. 28 października 1991 uzyskał tytuł profesora nauk o kulturze fizycznej.
Został zatrudniony na stanowisku profesora w Instytucie Sportu, oraz w Katedrze Biologicznych Podstaw Rehabilitacji na Wydziale Rehabilitacji Akademii Wychowania Fizycznego Józefa Piłsudskiego w Warszawie.
Był kierownikiem Katedry Biologicznych Podstaw Rehabilitacji Wydziału Rehabilitacji Akademii Wychowania Fizycznego Józefa Piłsudskiego w Warszawie, rektorem Akademii Wychowania Fizycznego Józefa Piłsudskiego w Warszawie i prezesem Polskiego Towarzystwa Biomechaniki.
Jest wiceprezesem Polskiego Towarzystwa Biomechaniki, a także był członkiem Komisji ds. Stopni i Tytułów; Sekcja IV - Nauk Medycznych Centralnej Komisji do Spraw Stopni i Tytułów i Komitetu Rehabilitacji, Kultury Fizycznej i Integracji Społecznej PAN.
Awansował na stanowisko profesora zwyczajnego na Wydziale Ochrony Zdrowia ALMAMER Szkole Wyższej.